# Ōza 1968
L'Ōza 1968 è stata la sedicesima edizione del torneo goistico giapponese Ōza. A partire da questa edizione il torneo qualifica lo sfidante in quanto il campione in carica è già direttamente qualificato alla finale.

## Svolgimento
La fase preliminare serve a determinare chi accede al torneo per la selezione dello sfidante. Consiste in una serie di tornei preliminari iniziali, i cui vincitori si qualificano al torneo per la determinazione dello sfidante.
- W indica vittoria col bianco
- B indica vittoria col nero
- X indica la sconfitta
- +R indica che la partita si è conclusa per abbandono
- +N indica lo scarto dei punti a fine partita
- +F indica la vittoria per forfeit
- +T indica la vittoria per timeout
- +? indica una vittoria con scarto sconosciuto
- V indica una vittoria in cui non si conosce scarto e colore del giocatore

|  | Primo turno        | Primo turno        | Primo turno |  |  | Secondo turno   | Secondo turno   | Secondo turno  |       |                 | Semifinali      | Semifinali     | Semifinali |  |  | Finale | Finale | Finale |
|  |                    |                    |             |  |  |                 |                 |                |       |                 |                 |                |            |  |  |        |        |        |
|  | Rin Kaiho          | Rin Kaiho          | W+3,5       |  |  |                 |                 |                |       |                 |                 |                |            |  |  |        |        |        |
|  | Dogen Handa        | Dogen Handa        |             |  |  | Rin Kaiho       | Rin Kaiho       |                |       |                 |                 |                |            |  |  |        |        |        |
|  | Norio Kudo         | Norio Kudo         |             |  |  | Kaku Takagawa   | Kaku Takagawa   | W+2,5          |       |                 |                 |                |            |  |  |        |        |        |
|  | Kaku Takagawa      | Kaku Takagawa      | W+R         |  |  |                 |                 |                |       | Kaku Takagawa   | Kaku Takagawa   |                |            |  |  |        |        |        |
|  | Hosai Fujisawa     | Hosai Fujisawa     | B+R         |  |  |                 | Hosai Fujisawa  | Hosai Fujisawa | W+R   |                 |                 |                |            |  |  |        |        |        |
|  | Sunao Sato         | Sunao Sato         |             |  |  | Hosai Fujisawa  | Hosai Fujisawa  | B+4,5          |       |                 |                 |                |            |  |  |        |        |        |
|  | Shinji Nakagawa    | Shinji Nakagawa    | B+13,5      |  |  | Shinji Nakagawa | Shinji Nakagawa |                |       |                 |                 |                |            |  |  |        |        |        |
|  | Yoshio Segawa      | Yoshio Segawa      |             |  |  |                 |                 |                |       |                 | Hosai Fujisawa  | Hosai Fujisawa |            |  |  |        |        |        |
|  | Shoji Hashimoto    | Shoji Hashimoto    | V           |  |  |                 | Eio Sakata      | Eio Sakata     | B+R   |                 |                 |                |            |  |  |        |        |        |
|  | Hideo Otake        | Hideo Otake        |             |  |  | Shoji Hashimoto | Shoji Hashimoto | W+2,5          |       |                 |                 |                |            |  |  |        |        |        |
|  | Shuchi Kubouchi    | Shuchi Kubouchi    |             |  |  | Go Seigen       | Go Seigen       |                |       |                 |                 |                |            |  |  |        |        |        |
|  | Go Seigen          | Go Seigen          | W+6,5       |  |  |                 |                 |                |       | Shoji Hashimoto | Shoji Hashimoto |                |            |  |  |        |        |        |
|  | Shin Tainaka       | Shin Tainaka       |             |  |  |                 | Eio Sakata      | Eio Sakata     | W+1,5 |                 |                 |                |            |  |  |        |        |        |
|  | Katsuji Kada       | Katsuji Kada       | W+4,5       |  |  | Katsuji Kada    | Katsuji Kada    |                |       |                 |                 |                |            |  |  |        |        |        |
|  | Masamitsu Tsuchida | Masamitsu Tsuchida |             |  |  | Eio Sakata      | Eio Sakata      | B+R            |       |                 |                 |                |            |  |  |        |        |        |
|  | Eio Sakata         | Eio Sakata         | W+R         |  |  |                 |                 |                |       |                 |                 |                |            |  |  |        |        |        |

## Finale
La finale è una sfida al meglio delle tre partite.